# Nylands län
Nylands län (finska Uudenmaan lääni) var mellan 1831 och 1997 ett län i Finland. Nylands län bestod huvudsakligen av det historiska landskapet Nyland. Residensstad var Helsingfors. I samband med länsreformen 1997 blev det en del av Södra Finlands län den 1 september 1997.
Ett särskilt landshövdingedöme under benämningen Nylands län bildades 1640 med Helsingfors som residensstad. Men redan 1648 förenades största delen av Nyland med Tavastehus län i Nylands och Tavastehus län.
|  |  |  |  |  |

## Kommuner 1997
| - Artsjö - Askola - Borgnäs - Borgå - Buckila - Ekenäs - Esbo - Grankulla - Hangö | - Helsingfors - Hyvinge - Högfors - Ingå - Karis - Karislojo - Kervo - Kyrkslätt - Lappträsk | - Liljendal - Lojo - Lovisa - Mäntsälä - Mörskom - Nummi-Pusula - Nurmijärvi - Orimattila - Pernå | - Pojo - Sammatti - Sibbo - Sjundeå - Strömfors - Träskända - Tusby - Vanda - Vichtis |

### Tidigare Kommuner
- Borgå landskommun
- Bromarv
- Brändö
- Degerby kommun
- Ekenäs landskommun
- Haga
- Hoplax
- Hyvinge landskommun
- Karis landskommun
- Lojo kommun
- Nummis
- Pusula
- Pyhäjärvi
- Snappertuna
- Tenala
- Åggelby

## Landshövdingar
- Johan Ulrik Sebastian Gripenberg  1831
- Gustaf Magnus Armfelt 1832–1847
- Johan Mauritz Nordenstam 1847–1858
- Samuel Henrik Antell 1858–1862
- Vladimir Alfons Walleen  1862–1869
- Theodor Thilén 1869–1873
- Georg von Alfthan 1873–1888
- Victor Napoleon Procopé 1888
- Hjalmar Georg Palin 1888–1897
- Kasten de Pont 1897–1900
- Mikhail Nikiforovitsh Kaigorodoff 1901–1905
- Anatol Anatolievitsch Rheinbott 1905
- Alexander Lvovsky 1905–1906
- Max Theodor Alfthan 1906–1910
- Eugraf Nyman 1910–1917
- Bernhard Otto Widnäs 1913–1917
- Bruno Jalander 1917–1932
- Ilmari Helenius 1932–1944
- Armas-Eino Martola 1944–1946
- Väinö Meltti 1946–1964
- Reino R. Lehto 1964–1966
- Kaarlo Pitsinki 1966–1982
- Jacob Söderman 1982–1989
- Eva-Riitta Siitonen 1990–1996
- Eino Silventoinen 1996–1997